# Фокин, Юрий Дмитриевич
Юрий Дмитриевич Фокин (род. 15 февраля 1954, Новосибирск, Новосибирская область, РСФСР, СССР) — советский и российский деятель органов внутренних дел. Начальник Управления МВД России по Амурской области с 2003 по 11 апреля 2011. Генерал-майор полиции (2011).

## Биография
Родился 15 февраля 1954 в Новосибирске.
С 1972 по 1974 проходил срочную службу в рядах Советской армии.
С 1974 в органах внутренних дел. С 1974 по 1976 учился в Новосибирской средней специальной школе милиции МВД СССР (специализация — уголовный розыск). В 1989 окончил Омскую высшую школу милиции МВД СССР.
Начинал работать инспектором уголовного розыска, занимал пост начальника отдела по борьбе с организованной преступностью УВД Новосибирской области. Затем — различные руководящие должности в органах внутренних дел в Москве и Уральском Федеральном округе.
С 1999 по 2003 — начальник Дальневосточного регионального управления по борьбе с организованной преступностью (РУБОП).
Указом Президента Российской Федерации в 2000 присвоено специальное звание «генерал-майор милиции».
Под непосредственным руководством Фокина успешно осуществлён ряд громких операций по борьбе с организованной преступностью, в том числе и арест криминального авторитета, вора в законе Евгения Васина, известного по кличке «Джем».
Указом Президента Российской Федерации в 2011 присвоено специальное звание «генерал-майор полиции».
С 2003 по 2011 — начальник Управления МВД России по Амурской области. Во время руководства амурской милицией были возбуждены уголовные дела по разоблачению преступной деятельности чиновников экс-губернатора Амурской области Николая Колесова, отстранённого от должности Президентом России в 2008.
Член КПСС с 1986 по 1991. В настоящее время беспартийный.

## Семья
Женат. Две дочери и сын

## Награды
Имеет государственные награды, знаки отличия общественных объединений (РПЦ МП и других).

## Хобби
Увлечения — бильярд, тайга, физкультура.